# Keizersnede

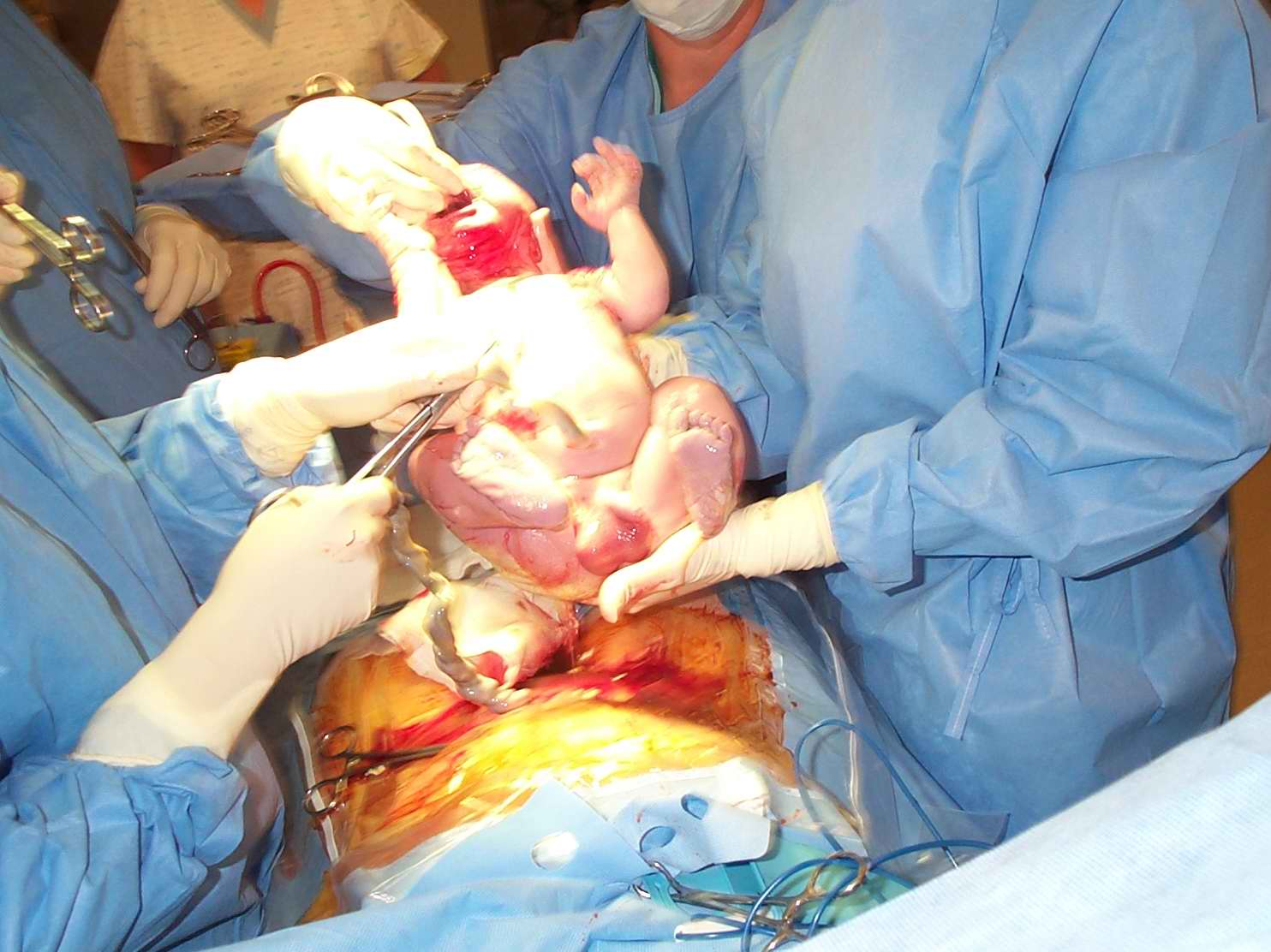
Keizersnede

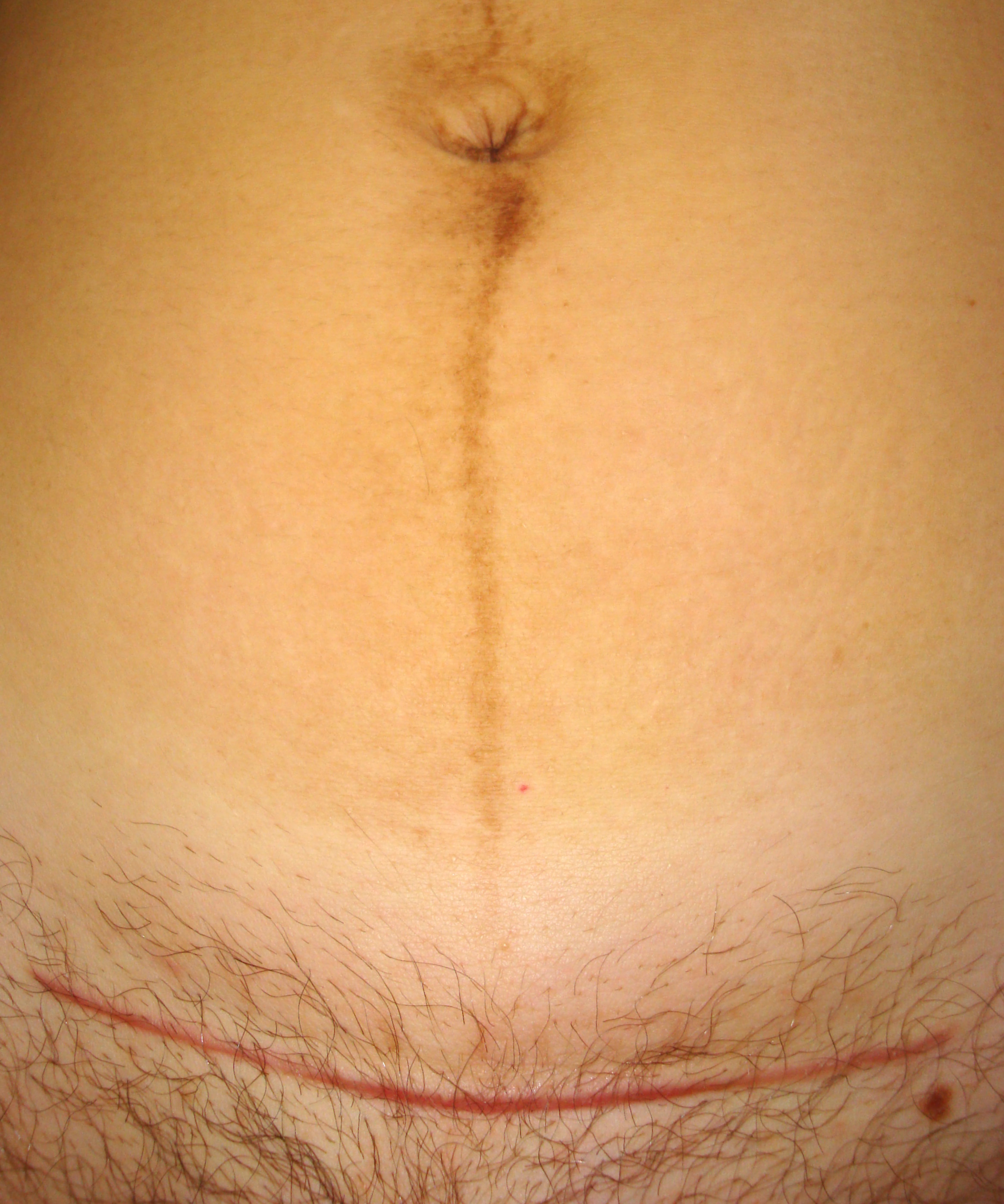
Litteken na keizersnede

Keizersnede, of sectio caesarea in het Latijn, is de manier van bevallen waarbij de moeder operatief via de buikwand (dus niet via de natuurlijke weg; de vagina) van haar kind(eren) wordt verlost.

## Redenen voor een keizersnede
Soms heeft de indicatie (reden) voor een keizersnede vooral met de moeder te maken, bijvoorbeeld als de moeder een abnormale anatomie van het kleine bekken heeft zodat er geen ruimte is om het kind door te laten. Soms is het kind in acuut ernstig gevaar (foetale nood) bij bijvoorbeeld een placentaloslating of een uitgezakte navelstreng. De keizersnede is dan de enige kans om het kind te redden. Minder zwaarwegende redenen kunnen b.v. zijn:
- mislukte kunstverlossing (vacuümextractie of tangverlossing);
- meerdere keizersnedes of een ivf-behandeling, waardoor de baarmoeder door het al bestaande litteken verzwakt is, een enkele eerdere keizersnede is in principe geen indicatie voor een nieuwe keizersnede;
- wanverhouding, een relatieve disproportie tussen de grootte van het geboortekanaal en die van het kind;
- infectie van het baringskanaal met een voor het kind gevaarlijk virus (hiv);
- stuitligging van de baby, of een andere ongunstige ligging die bij natuurlijke geboorte een verhoogd risico meebrengt of deze onmogelijk maakt;
- meerlingzwangerschappen met ongunstige ligging;
- een totaal perineumruptuur bij een eerdere geboorte, waarna een slechte wondgenezing of fecale incontinentie waarvoor uitgebreide chirurgie nodig was.

In ieder geval moet weer de afweging gemaakt worden of een vaginale bevalling mogelijk dan wel wenselijk is (het principe "primair een vaginale bevalling, tenzij"). In ervaren handen is een keizersnede veilig en valt in de bovenstaande indicaties een keizersnede te prevaleren. In veel landen bestaat de neiging veel sneller tot een keizersnede te besluiten; in de VS hier en daar zelfs al tientallen procenten. In Nederland ca. 1 op 15-20 geboorten en stijgend.
In een levensbedreigend spoedgeval kan een keizersnede zeer snel worden uitgevoerd: wanneer men eenmaal begint is de geboorte van het kind een kwestie van enkele minuten. Als er meer tijd is werkt men liever wat zorgvuldiger en zal het kind na ca. 15 minuten geboren zijn. Het wordt na de geboorte overgenomen door een kinderarts die de vitale functies controleert en het kind zo nodig stabiliseert en reanimeert. Het sluiten van de wond duurt langer dan het openmaken. Vaak mag de vader in de operatiekamer aanwezig zijn totdat het kind geboren is.

### Gedwongen keizersnede
Als er een medische noodzaak is voor een keizersnede maar de moeder weigert, dan mogen artsen (in Nederland) niets doen, zelfs niet indien dat tot de dood van de baby zou leiden. In januari 2016 pleitten twee artsen van het Erasmus MC en twee rechters er in het vakblad Medisch Contact voor om zwangere vrouwen in zo'n geval te kunnen dwingen tot een keizersnede. Zulks door tussenkomst van een voorzieningenrechter die in zo'n geval met spoed naar de verloskamer zou moeten komen; die de argumenten zou moeten aanhoren en ter plekke een besluit zou moeten nemen. In spoedgevallen zou de arts tot een operatie moeten kunnen overgaan die daarna met terugwerkende kracht door een rechter kan worden gehonoreerd.

## Methoden
Vroeger werd voor een keizersnede de buik met een verticale incisie geopend, dit noemt men een mediane laparotomie. Tegenwoordig is deze verticale incisie verlaten en wordt vrijwel uitsluitend de dwarse 'bikinisnede' toegepast. Bij levensbedreigende spoedgevallen wordt de snellere verticale incisie nog wel toegepast. Ook de baarmoeder wordt dwars geopend op de grens tussen uterus en cervix (onderste uterussegment).
Een populaire methode die wereldwijd toepassing vindt is de Misgav Ladachmethode, die door Michael Stark aan het Misgav Ladachziekenhuis in Jeruzalem werd ontwikkeld. Hiervoor wordt horizontaal boven de schaamstreek een Joel-Cohen-incisie gemaakt. Anders dan bij andere varianten van de keizersnede worden de dieper gelegen buiklagen vervolgens niet opengesneden met een scalpel of opengeknipt met een chirurgische schaar, maar opengetrokken door deze te scheuren en te rekken. Na de geboorte worden de hechtingen beperkt tot de baarmoeder, de buikwand en de huid; het buikvlies en de buikspieren worden niet gehecht. Omdat de methode uit minder stappen bestaat dan andere methoden wordt de tijdsduur van de ingreep verkort en hoeft minder lang een narcosemiddel toegediend te worden. Een kleinere incisie vermindert de fysiologische effecten op het lichaam van de moeder, wat onder meer tot een kortere herstelduur, minder bloedverlies tijdens de ingreep, minder hechtingen en een beperktere vorming van littekenweefsel leidt, waardoor ook het postoperatieve verloop verlicht wordt en de verblijfsduur in het ziekenhuis kan worden verkort.

## Anesthesietechniek
Voor de verdoving, die altijd door een anesthesioloog wordt toegediend, wordt meestal gekozen voor de spinale anesthesie, ofwel de 'ruggenprik'. Het grote voordeel hiervan is dat de moeder wakker blijft en de geboorte bewust meemaakt. Bovendien zijn er kleine maar potentieel ernstige gevaren verbonden aan een algehele anesthesie voor een keizersnede. Soms lukt het nauwelijks een beademingsbuis (tube) in de luchtpijp te brengen voor de ademhaling en verder is de maag van een zwangere niet goed leeg. In dat geval kan de maaginhoud in de longen terechtkomen (aspiratie) tijdens de algehele anesthesie. Ook komen de anesthesiemiddelen in de bloedsomloop van het kind terecht en kunnen dan onder andere de ademhaling onderdrukken. De algehele anesthesie bij deze ingreep kent een verhoogd risico op awareness (het tijdens de algehele anesthesie kunnen horen en voelen zonder dit kenbaar te maken).
Een andere vorm van plaatselijke verdoving is de peridurale anesthesie, waarbij een slangetje (epiduraal katheter) in de rug wordt ingebracht. Deze vorm van anesthesie wordt soms al tijdens de bevalling toegepast als een van de mogelijkheden voor pijnbestrijding (verloskundige epiduraal). Als de verloskundige epiduraal goed werkt tijdens de bevalling en er een keizersnede noodzakelijk is kan de epiduraal katheter gebruikt worden om, na extra medicatie, de operatie mogelijk te maken. Indien er daarvoor redenen zijn (grote spoed) wordt de keizersnede echter onder algehele anesthesie verricht.

## Complicaties
- Complicaties gedurende de operatie, beschadiging van de:
  - Baarmoeder, uitscheuring van de incisie;
  - Blaas;
  - Urineleider;
  - Maag-darmstelsel;
  - Uterusatonie, verminderde contractie van de baarmoeder, waardoor verhoogde hoeveelheid bloedverlies.
- Complicaties na de operatie:
  - Endometritis, endomyometritis, infectie en daardoor ontsteking van de baarmoederholte;
  - Wondinfectie:
  - Wondgenezingstoornissen;
  - Urineweginfectie;
  - Slechte functie van de darmen, constipatie;
  - Trombose, embolie;
  - flebitis.
- Complicaties bij volgende zwangerschap:
  - Placenta increta/percreta
  - Placenta praevia
  - Uterusruptuur

Als een vrouw eenmaal een keizersnede heeft gehad, zal zij bij een volgende zwangerschap in het ziekenhuis moeten bevallen onder gynaecologische begeleiding, vanwege mogelijke complicaties. Het risico van ernstige complicaties is, behalve bij stuitligging, twee keer zo groot als bij een vaginale bevalling, het risico op overlijden is zelfs drie tot vijf keer zo groot.

## Geschiedenis

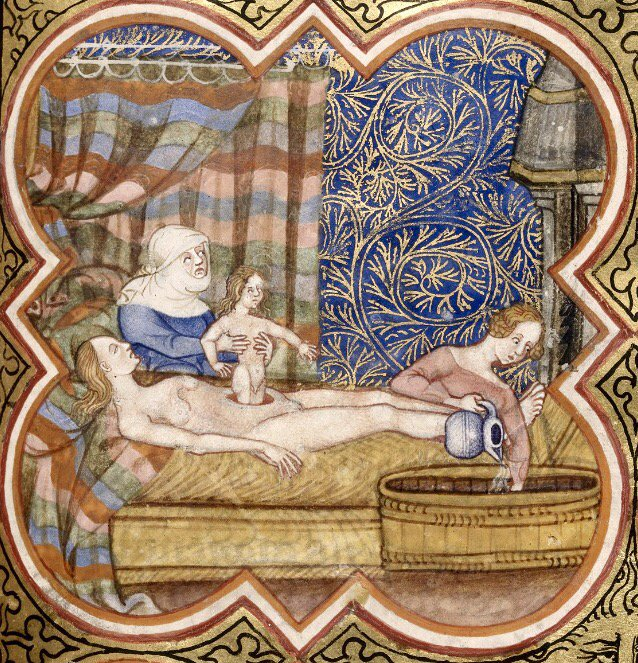
Fictieve voorstelling van de geboorte van Caesar, ca. 1301.

De naam keizersnede verwijst naar Julius Caesar, die zo ter wereld zou zijn gekomen. Dit is vrijwel zeker niet waar, al was het maar omdat zijn moeder Aurelia niet bij de geboorte is overleden. Eén en ander gaat terug op een verkeerd begrepen passage bij Plinius de Oudere, waarin staat dat de eerste der Caesars naar verluidt uit de baarmoeder van zijn moeder was gesneden ("caeso"). Dit ging over Sextus Julius Caesar, een voorouder van Gaius Julius die in 208 v.Chr. praetor van de provincie Sicilië was. Plinius en zijn tijdgenoten zagen zo'n geboorte als een gunstig voorteken, want de beroemde krijgslieden Scipio Africanus en Manius Manilius waren ook op die manier ter wereld gekomen.
Een andere theorie zegt dat de naam mogelijk komt van de Lex Caesarea of Lex Regia: het verbod om een zwangere vrouw te begraven zonder het kindje uit haar lichaam te hebben gehaald. Iets dat teruggaat tot in het oude Egypte.
De eerste vermelding van een moeder die een keizersnede overleefde, is in de Brabantsche Yeesten. Ze beschrijven hoe hertog Wencelijn in 1337 te Praag uit het lichaam van Beatrix van Bourbon werd gesneden, waarna ze genas. Historici hebben hierover hun twijfels: de passage in de Yeesten is een klassieke manier om de legitimiteit van een vorst te versterken door hem met Caesar te vergelijken, en een latere Latijnse beschrijving is dubbelzinnig.
Een betere kandidatuur voor het oudste verslag van een geslaagde keizersnede, stamt uit het Zwitserland van 1500: Jacob Nufer, een varkenscastreerder, zou de operatie op zijn vrouw hebben uitgevoerd na langdurige barensnood. Zijn vrouw herstelde en kreeg later nog 5 kinderen; de boreling groeide op en werd 77 jaar. Het verhaal werd echter pas na 82 jaar opgeschreven, wat het historisch minder betrouwbaar maakt. Mogelijk ging het om een buitenbaarmoederlijke zwangerschap.
Het eerste medische vertoog dat keizersneden op levende vrouwen bepleitte, verscheen in 1581: L'hysterotomotokie ou enfantement caesarien van François Rousset.
Een van de eerste aantoonbaar succesvolle keizersnedes werd door de Britse legerarts James Miranda Barry uitgevoerd in 1826. Bij deze operatie, die plaats had in Zuid-Afrika, overleefden zowel moeder als kind. Barry had Wilhelmina Munnik, de barende vrouw, eerst gedrogeerd met opium en alcohol. In de 19e eeuw werden er nog nauwelijks keizersneden uitgevoerd in Nederland. Dit was niet vreemd aangezien operaties door gebrek aan hygiëne en anesthesie vaak in de dood van de patiënt resulteerde. Beiden zouden pas in de jaren 1860 meer algemeen in gebruik komen. In 1848 werden in totaal drie keizersnedes uitgevoerd, toen nog bekend onder de namen 'buiksnede', 'gastrostomie' en de Latijnse term Sectio Ceasarea. Één van deze operaties werd uitgevoerd omwille van een buitenbaarmoederlijke zwangerschap. Bij een van de andere twee operaties was de barende vrouw reeds overleden toen het verstikte kind op deze wijze werd gered. In het derde geval lijken zowel vrouw als kind de ingreep overleefd te hebben.
In de 20e eeuw werd de keizersnede veiliger dan voorheen door gebruik van goede anesthesiemethoden en steriele gereedschappen. Pas vanaf de jaren 40 lieten antibiotica toe om zulke operaties routinematig te overleven.